# Alyre-Joseph-Gilbert de Langhac
Alyre-Joseph-Gilbert de Langheac, né le 24 juin 1735 à Bourg-Lastic et mort le 9 février 1790 à Paris, est un homme politique français.
Sénéchal de Riom, il est député de la noblesse aux États généraux de 1789. Il siège à droite.

## Sources
- « Alyre-Joseph-Gilbert de Langhac », dans Adolphe Robert et Gaston Cougny, Dictionnaire des parlementaires français, Edgar Bourloton, 1889-1891 [détail de l’édition]